# Karainebeyli, Gelibolu
Karainebeyli là một xã thuộc huyện Gelibolu, tỉnh Çanakkale, Thổ Nhĩ Kỳ. Dân số thời điểm năm 2011 là 371 người.